# Reggie Lewis
Reginald C. "Reggie" Lewis (Baltimore, Maryland; 21 de noviembre de 1965 - Waltham, Massachusetts; 23 de junio de 1993) fue un jugador de baloncesto estadounidense que disputó seis temporadas en la NBA. Con 2,01 metros de altura, jugaba en la posición de alero.

## Trayectoria deportiva

### Universidad
Su trayectoria universitaria transcurrió en Boston, en la Universidad del Nordeste, donde promedió unas excelentes cifras con los Huskies de 22,2 puntos y 7,9 rebotes por partido, lo cual le permitiría dar el salto a la NBA.

### Profesional
Fue elegido en el draft de la NBA de 1987 por los Boston Celtics, en el puesto 22 de la primera ronda. Llegó a jugar con las grandes estrellas de ese equipo, como Larry Bird, Kevin McHale o Robert Parish, ya en el final de sus carreras. 
Durante su sexta temporada en Boston, en 1993, sucedió a Bird en el puesto de capitán, y en el primer partido de playoffs contra Charlotte Hornets, sufrió un desvanecimiento, sin llegar a saber que aquel había sido su último partido como profesional. 

## Fallecimiento
Poco después, el 27 de julio de 1993 mientras entrenaba en la Universidad Brandeis, sufría un infarto agudo de miocardio, que le provocaría la muerte. Dos agentes de policía de la Universidad Brandeis encontraron a Lewis e intentaron reanimarlo mediante reanimación boca a boca, pero no tuvieron éxito.
Su camiseta con el número 35 fue retirada como homenaje a su persona por los Celtics. Su espíritu siguió vivo al crearse, tras su muerte, el Reggie Lewis Track and Athletic Center, del cual fue parcialmente fundador, y que desarrolla atletas en disciplinas como el atletismo y el baloncesto. Durante sus 6 temporadas en Boston, promedió 17,6 puntos, 4,3 rebotes y 2,6 asistencias.

### Consecuencias
Tras la muerte de Lewis, surgieron dudas sobre si había consumido cocaína y si el consumo de cocaína había contribuido a su muerte. El Wall Street Journal informó que los médicos "sospechaban que la cocaína mató a la estrella de los Boston Celtics, Reggie Lewis... pero fueron frustrados por las acciones de su familia y una política 'desdeñosa' hacia las drogas por parte de la NBA". El periódico añadió lo siguiente:

No se puede demostrar definitivamente si el Sr. Lewis murió a causa de un corazón dañado por la cocaína, como muchos médicos sospechaban entonces y ahora. Lo que es evidente: la causa oficial de la muerte, un corazón dañado por un virus del resfriado común, es un hallazgo sin sentido médico de un forense que estaba bajo intensa presión por parte de la familia Lewis para excluir cualquier implicación de uso de drogas.

Los Boston Celtics respondieron expresando tristeza por el "virulento ataque a Reggie Lewis y su familia" y amenazando con "presentar una demanda por 100 millones de dólares contra el reportero, The Wall Street Journal y su empresa matriz, Dow Jones and Co. Inc". El Dr. Gilbert Mudge, un médico que trató a Lewis, fue demandado por negligencia en relación con la muerte de Lewis; En respuestas escritas a las preguntas de los abogados de Donna Harris-Lewis, Mudge dijo que "16 días antes de que Lewis colapsara por un ataque cardíaco en 1993, reconoció haber consumido cocaína, pero dijo que la había dejado". Por otro lado, el médico que realizó la autopsia a Lewis testificó que las cicatrices en su corazón no coincidían con el consumo de cocaína, y otros médicos llegaron a la misma conclusión aunque "no llegaron a decir que nunca consumió drogas".  Además, el tejido del corazón de Lewis dio positivo para adenovirus (un virus común que puede causar una variedad de infecciones similares al resfriado o la gripe)  durante su autopsia.

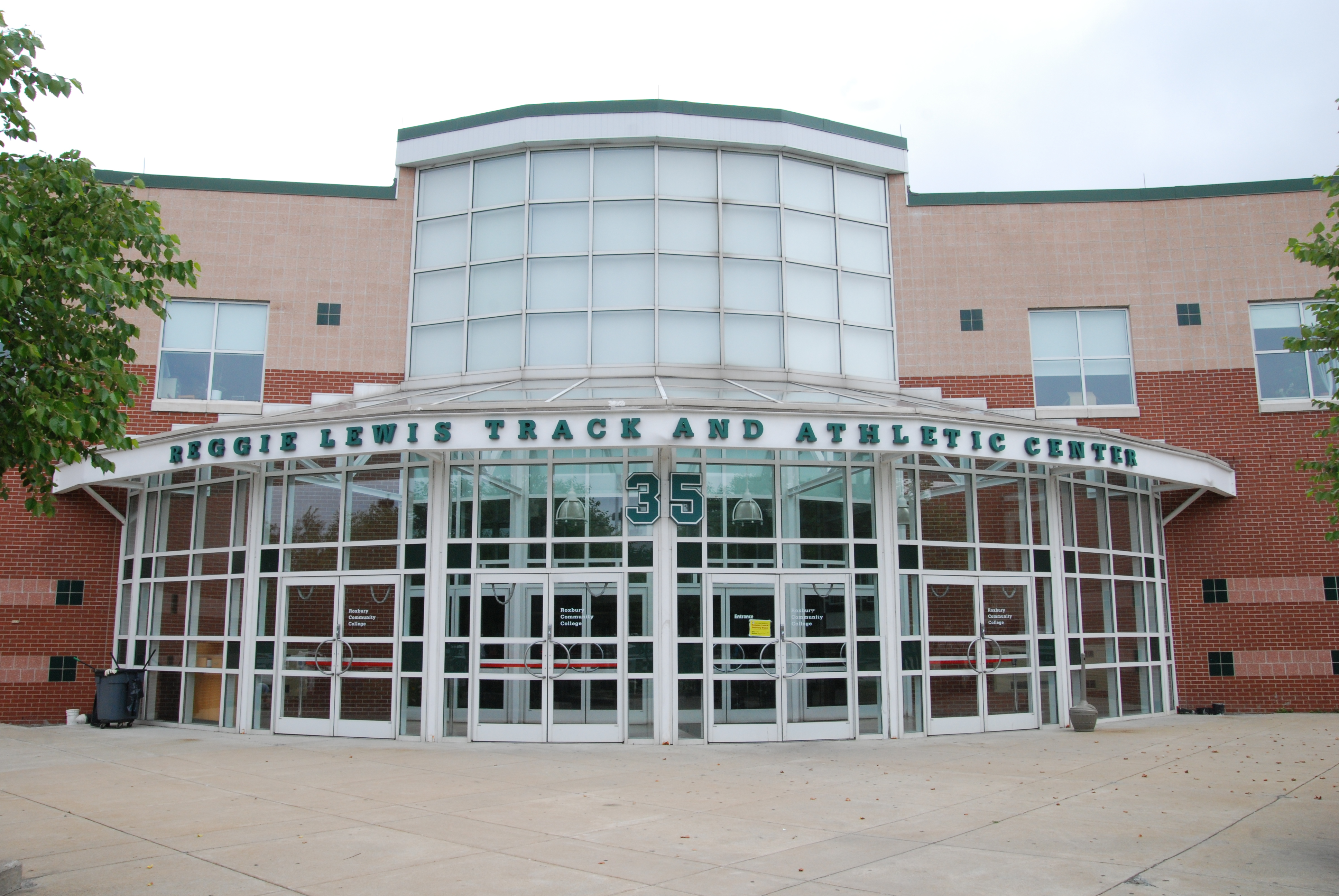
La pista y el centro atlético Reggie Lewis en Boston

Después de la muerte de Lewis, se inauguró el Reggie Lewis Track and Athletic Center en Roxbury, Boston. El centro fue financiado parcialmente por Lewis y ha sido sede de importantes competiciones de atletismo bajo techo, los Boston Indoor Games, partidos de baloncesto en casa para Roxbury Community College y eventos de atletismo de la Universidad del Nordeste.
El 22 de marzo de 1995, los Boston Celtics retiraron la camiseta de Lewis. Lewis había usado el número 35 durante toda su carrera. Durante la ceremonia, su excompañero Dee Brown pronunció un discurso mientras otros dos excompañeros, Sherman Douglas y Xavier McDaniel, sostenían la camiseta enmarcada de Lewis.
El contrato de Lewis permaneció dentro del tope salarial de los Celtics durante dos temporadas completas después de su muerte porque en ese momento la NBA no tenía una disposición para anular contratos si un jugador activo moría; El comisionado de la NBA, David Stern, sugirió que los equipos restantes de la NBA deberían aprobar una exención para el contrato de Lewis, pero los equipos se negaron a hacerlo. Desde entonces, las reglas se han cambiado de modo que un caso similar daría lugar a que el seguro de la liga pagara el contrato de un jugador fallecido.

## Estadísticas de su carrera en la NBA

### Temporada regular
| Año      | Equipo   | PJ  | PT  | MPP  | %TC  | %3P  | %TL  | RPP | APP | ROB | TPP | PPP  |
| -------- | -------- | --- | --- | ---- | ---- | ---- | ---- | --- | --- | --- | --- | ---- |
| 1987-88  | Boston   | 49  | 0   | 8.3  | .466 | .000 | .702 | 1.3 | .5  | .3  | .3  | 4.5  |
| 1988-89  | Boston   | 81  | 57  | 32.8 | .486 | .136 | .787 | 4.7 | 2.7 | 1.5 | .9  | 18.5 |
| 1989-90  | Boston   | 79  | 54  | 31.9 | .496 | .267 | .808 | 4.4 | 2.8 | 1.1 | .8  | 17.0 |
| 1990-91  | Boston   | 79  | 79  | 36.4 | .491 | .077 | .826 | 5.2 | 2.5 | 1.2 | 1.1 | 18.7 |
| 1991-92  | Boston   | 82  | 82  | 37.4 | .503 | .238 | .851 | 4.8 | 2.3 | 1.5 | 1.3 | 20.8 |
| 1992-93  | Boston   | 80  | 80  | 39.3 | .470 | .233 | .867 | 4.3 | 3.7 | 1.5 | 1.0 | 20.8 |
| Total    | Total    | 450 | 352 | 32.6 | .488 | .200 | .824 | 4.3 | 2.6 | 1.3 | .9  | 17.6 |
| All-Star | All-Star | 1   | 0   | 15.0 | .429 | –    | .500 | 4.0 | 2.0 | –   | 1.0 | 7.0  |

### Playoffs
| Año   | Equipo | PJ | PT | MPP  | %TC  | %3P  | %TL  | RPP | APP | ROB | TPP | PPP  |
| ----- | ------ | -- | -- | ---- | ---- | ---- | ---- | --- | --- | --- | --- | ---- |
| 1988  | Boston | 12 | 0  | 5.8  | .382 | .000 | .600 | 1.3 | .3  | .3  | .2  | 2.4  |
| 1989  | Boston | 3  | 3  | 41.7 | .473 | .000 | .692 | 7.0 | 3.7 | 1.7 | .0  | 20.3 |
| 1990  | Boston | 5  | 5  | 40.0 | .597 | .000 | .771 | 5.0 | 4.4 | 1.4 | .4  | 20.2 |
| 1991  | Boston | 11 | 11 | 42.0 | .487 | .000 | .824 | 6.2 | 2.9 | 1.1 | .5  | 22.4 |
| 1992  | Boston | 10 | 10 | 40.8 | .528 | .333 | .762 | 4.3 | 3.9 | 2.4 | .8  | 28.0 |
| 1993  | Boston | 1  | 1  | 13.0 | .636 | .000 | .750 | 2.0 | 1.0 | .0  | 1.0 | 17.0 |
| Total | Total  | 42 | 30 | 30.4 | .510 | .133 | .777 | 4.2 | 2.6 | 1.2 | .5  | 17.5 |

## Logros y reconocimientos
- Elegido para el All-Star Game en 1992.
- Su camiseta con el número 35 fue retirada por los Boston Celtics.
- Único jugador en realizar 4 tapones en un solo partido a Michael Jordan.[cita requerida]